# قبل موت النور (فلم)
قبل موت النور (بالإنجليزية Before the Dying of the Light ) ويترجم أحيانا إلى قبل زحف الظلام، هو فيلم وثائقي صدر سنة 2020 من إخراج وإنتاج المخرج المغربي علي الصافي.    

## ملخص الفيلم
يسرد الفيلم الوثائقي ثورة السينما المغربية الطليعية في السبعينيات وتحديدا في المرحلة التي عرفت بسنوات الرصاص،   وذلك من خلال مجموعة من اللقطات الأرشيفية والملصقات وأغلفة المجلات وموسيقى الجاز، والرسوم المتحركة.

## الجوائز والأوسمة
| جائزة                                         |     |
| --------------------------------------------- | --- |
| جائزة IDFA ReFrame للاستخدام الإبداعي للأرشيف | رشح |
| جائزة IDFA لأفضل فيلم وثائقي متوسط الطول      | رشح |

## روابط خارجية
- قبل موت النور  في قاعدة بيانات الأفلام على الإنترنت (بالإنجليزية)